# Katja Tengel

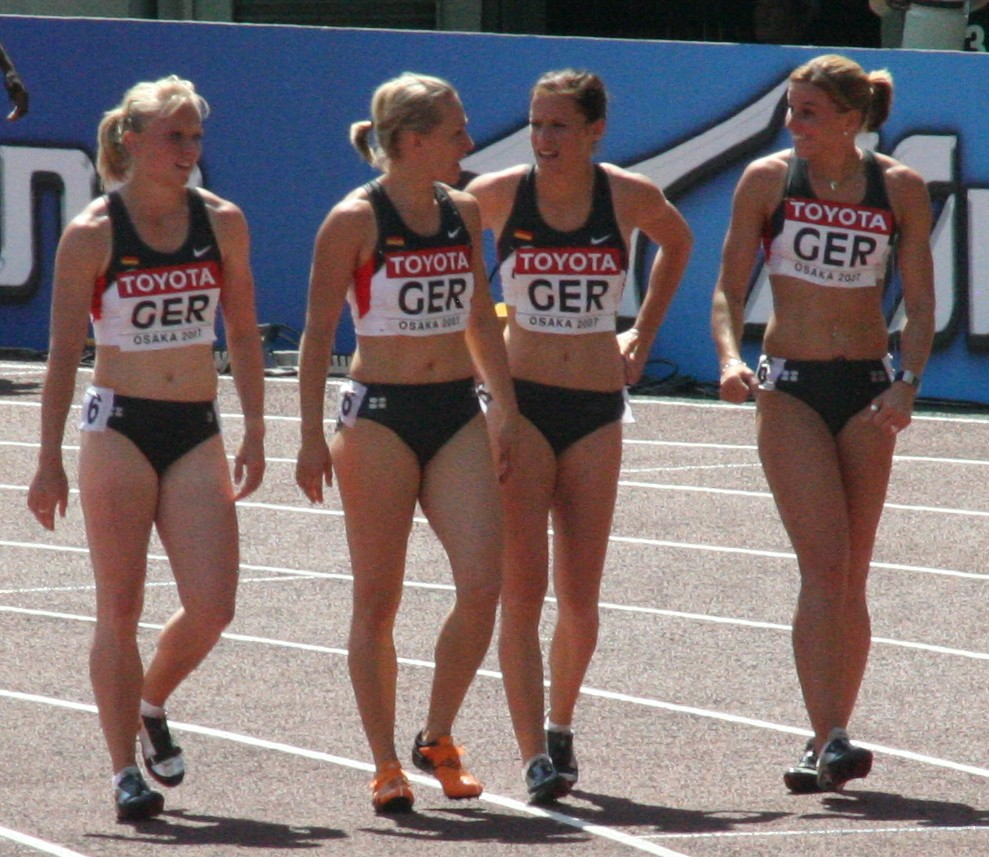
Tengel (links) mit der 4-mal-100-Meter-Staffel bei den Weltmeisterschaften 2007

Katja Tengel (* 27. Juni 1981 als Katja Wakan in der Lutherstadt Eisleben) ist eine deutsche Sprinterin.
Nachdem Wakan mit der 4-mal-100-Meter-Staffel Bronze bei den U23-Europameisterschaften 2003 gewonnen hatte, wurde sie für die Weltmeisterschaften 2003 in Paris-Saint-Denis nominiert. Als Schlussläuferin nach Melanie Paschke, Marion Wagner und Sandra Möller belegte sie im Finale den fünften Platz in 43,27 s. Ein Jahr später schied die deutsche Staffel mit Katja Wakan als Startläuferin bei den Olympischen Spielen 2004 in Athen im Vorlauf aus.
Bei den Europameisterschaften 2006 in Göteborg schied Wakan im Vorlauf über 100 Meter in 11,54 s aus. Die Staffel verlor im Finale den Stab und musste aufgeben. Ein Jahr später bei den Weltmeisterschaften 2007 in Osaka erreichte die Staffel erneut das Finale und wurde in 43,51 s Siebte in der Besetzung Wakan, Cathleen Tschirch, Johanna Kedzierski und Verena Sailer.
Bei Deutschen Meisterschaften konnte sie 2005 und 2006 den zweiten Platz über 100 Meter erreichen. Ihre Bestleistung über 100 Meter aus dem Jahr 2006 steht bei 11,37 s. 2010 beendete sie ihre Karriere.
Katja Wakan hatte bei einer Körpergröße von 1,65 m ein Wettkampfgewicht von 57 kg. Bis 2003 startete sie für den SV Halle und von 2004 bis 2006 für den neuen Hallenser Verein, die Halleschen Leichtathletik-Freunde. Seit 2007 trat sie für den TV Wattenscheid 01 an. Sie ist die Tochter der Hürdenläuferin Gudrun Berend.